# Hanspeter Lanig
Hanspeter Lanig (Hindelang, 7 dicembre 1935 – Bad Hindelang, 28 gennaio 2022) è stato uno sciatore alpino e allenatore di sci alpino tedesco che gareggiò per la nazionale tedesca occidentale e, ai VII Giochi olimpici invernali di Cortina d'Ampezzo 1956 e agli VIII di Squaw Valley 1960, per la Squadra Unificata Tedesca.

## Biografia
Hanspeter Lanig proveniva da una famiglia di grandi tradizioni negli sport invernali: era fratello di Axel ed Evi, a loro volta sciatori alpini, padre di Peter, sciatore freestyle, e cognato di Lorenz Nieberl, bobbista.

### Carriera sciistica
Sciatore polivalente, Lanig debuttò in campo internazionale in occasione dell'Otto Furrer Memorial 1953 (Zermatt, 20-22 marzo), dove si classificò 25º nella discesa libera, 17º nello slalom speciale, 20º nella combinata e 11º nel Gornergrat Derby, e l'anno dopo ai Mondiali di Åre 1954 (28 febbraio-7 marzo), suo esordio iridato, si piazzò 25º nella discesa libera, la sola gara nella quale prese il via; ai VII Giochi olimpici invernali di Cortina d'Ampezzo 1956 (26 gennaio-5 febbraio), suo debutto olimpico, fu 5º nella discesa libera e 7º nello slalom gigante e nel prosieguo di quella stagione si classificò 3º nella discesa libera del trofeo Arlberg-Kandahar (Sestriere, 9-11 marzo).
Nel 1957 e nel 1958 disputò poche gare, senza ottenere risultati di rilievo; tornò a competere al vertice nel 1959, quando tra gli altri piazzamenti ottenne il 4º posto nella discesa libera dell'Hahnenkamm (Kitzbühel, 16-17 gennaio) e il 3º in quella dell'Arlberg-Kandahar (Garmisch-Partenkirchen, 5-7 febbraio). Nel 1960 fu 2º nello slalom gigante dell'Hahnenkamm (Kitzbühel, 15-17 gennaio) e agli VIII Giochi olimpici invernali di Squaw Valley 1960 (19-27 febbraio), sua ultima presenza olimpica e iridata, vinse la medaglia d'argento nella discesa libera (valida anche ai fini iridati), quella di bronzo nella combinata, disputata in sede olimpica ma valida solo ai fini dei Mondiali 1960, e si classificò 13º nello slalom gigante e 7º nello slalom speciale; chiuse la sua carriera agonistica ai successivi International American Championships (Stowe, 11-13 marzo), dove si piazzò 2º nella discesa libera.

### Carriera da allenatore
Dopo il ritiro Lanig fu allenatore della nazionale tedesca occidentale dal 1962 al 1966.

## Palmarès

### Olimpiadi
- 1 medaglia, valida anche ai fini iridati:
  - 1 argento (discesa libera a Squaw Valley 1960)

### Mondiali
- 1 medaglia, oltre a quella vinta in sede olimpica e valida anche ai fini iridati:
  - 1 bronzo (combinata a Squaw Valley 1960)

### Campionati tedeschi
- 7 ori (discesa libera nel 1954; discesa libera, slalom speciale nel 1955; slalom gigante nel 1956; discesa libera, combinata nel 1959; slalom gigante nel 1960)[9]